# ريزارد بيجيفيتش
ريزارد بيجيفيتش (بالبولندية: Ryszard Pasiewicz)‏ (مواليد 4 مايو 1955) هو ملاكم بولندي، مثّل بلاده في الألعاب الأولمبية الصيفية 1976.

## روابط خارجية
ريزارد بيجيفيتش على موقع أوليمبيديا (الإنجليزية)